# Friedrich Ruge

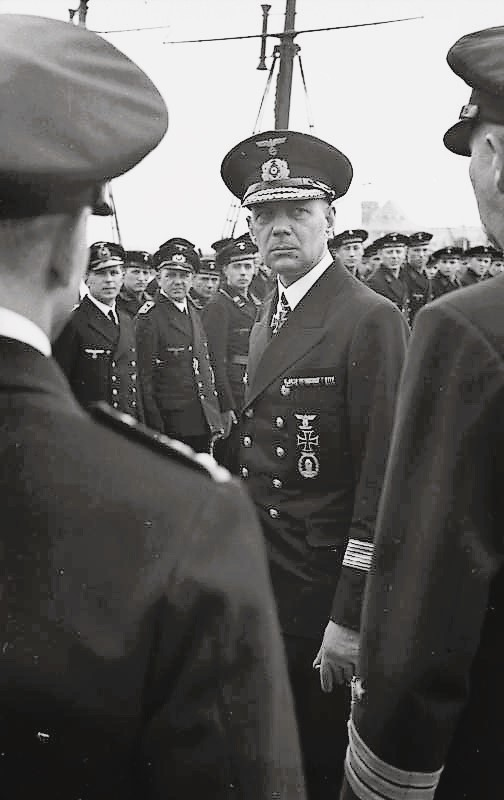
Kommodore Friedrich Ruge bei der Besichtigung einer Minensuchflottille in Frankreich (1941)

Friedrich Oskar Ruge (* 24. Dezember 1894 in Leipzig; † 3. Juli 1985 in Tübingen) war ein deutscher Marineoffizier und Militärschriftsteller. Er diente in vier deutschen Marinen, zuletzt im Dienstgrad Vizeadmiral.
Als Angehöriger des Naval Historical Teams und Mitautor der Himmeroder Denkschrift gehörte er zu den Gründungsvätern der Bundeswehr und war einer der Gestalter der Bundesmarine, deren erster Inspekteur er 1956 wurde. Von 1962 bis 1965 war er Präsident des Verbandes der Reservisten der Deutschen Bundeswehr.

## Familie
Ruge entstammte einer evangelisch-lutherischen Familie aus Norddeutschland. Sein Urgroßvater, der Arzt Christian August Ruge, nahm an der Schlacht bei Waterloo teil. Der Großvater Sophus Ruge war Wirtschaftsgeograph. Der Onkel Reinhold Ruge diente als Sanitätsoffizier in der Kaiserlichen Marine. Friedrichs Vater Walther Ruge war Philologe und heiratete 1894 Martha Friederike von Zahn, die Tochter eines Rechtsanwaltes. Friedrich Ruge wurde 1894 als erstes von drei Kindern geboren. Sein Vater war damals Gymnasialprofessor am König-Albert-Gymnasium in Leipzig.
Friedrich Ruge besuchte von 1904 bis 1907 die Thomasschule zu Leipzig. Der Geschichtslehrer Konrad Sturmhoefel hinterließ bei ihm einen prägenden Eindruck. Im Jahr 1911 wurde Ruges Vater Direktor des humanistischen Gymnasiums Bautzen; Friedrich machte dort im März 1914 sein Abitur. Er war seit 1912 Mitglied der Jugendbewegung Wandervogel. Ein Großonkel, der Königlich Sächsische Hofbuchhändler Robert von Zahn, machte ihn schon früh mit deutscher Literatur vertraut.
Sein Enkel Dieter Hartwig ist Marineoffizier a. D., Politologe und Kommunalpolitiker (SPD).

## Beruflicher Werdegang

### Kaiserliche Marine und Erster Weltkrieg
Beförderungen
- 1. April 1914 Seekadett
- 13. Juli 1916 Leutnant zur See
- 28. September 1920 Oberleutnant zur See
- 1. Oktober 1925 Kapitänleutnant
- 1. April 1933 Korvettenkapitän
- 1. Januar 1937 Fregattenkapitän
- 1. September 1939 Kapitän zur See
- 1. Februar 1940 Kommodore
- 1942 Konteradmiral
- 1943 Vizeadmiral

Ruge trat am 1. April 1914 als Seekadett mit der Crew 14 in die Kaiserliche Marine ein und absolvierte bis zum 10. Mai die Infanterieausbildung an der Marineschule Kiel-Wik. Bei Ausbruch des Weltkriegs am 28. Juli 1914 diente er bis November 1914 auf dem als Schulschiff verwendeten Großen Kreuzer Hertha in der Ostsee. Dazwischen diente er im August und September 1914 auf dem Linienschiff Lothringen auf der Nordsee. Es folgten ein Funkerlehrgang an der Marineschule Mürwik und bis Februar 1915 Einsätze auf dem Kleinen Kreuzer Lübeck. Anschließend diente er bis zum 30. November 1915 auf dem Linienschiff Elsass, das an dem Vorstoß in die Rigaer Bucht beteiligt war. Vom 1. Dezember 1915 bis Februar 1916 nahm er an einem Torpedolehrgang der Torpedo-Schul-Halbflottille teil und danach bis zum 13. Juni 1916 an einem Fähnrichs-Artillerie-Lehrgang auf dem Artillerieschulschiff Kaiserin Augusta. An Bord des Torpedoboots B 110 der 4. Torpedoboots-Halbflottille diente Ruge als Wachoffizier von Oktober 1916 bis zum Kriegsende im November 1918. Für den Ausgang des Krieges machte er den „merkwürdigen Mangel an praktischer Psychologie, an Menschenführung [...] welche die sich ändernde Lage berücksichtigte“ verantwortlich.
Nach dem Waffenstillstand von Compiègne (1918) wurde Ruge Kommandant des Torpedoboots B 112 der 4. Torpedoboots-Halbflottille, das mit der gesamten Hochseeflotte im britischen Flottenstützpunkt Scapa Flow interniert wurde. Auf Befehl des Admirals Ludwig von Reuter ließ er sein Boot am 21. Juni 1919 in der Selbstversenkung der Kaiserlichen Hochseeflotte in Scapa Flow sinken, um die Auslieferung an die Engländer zu verhindern. Er kommentierte später: „Es war für mich ein Gefühl der Erleichterung, als das Boot kenterte und sank. Die Versenkung war das größte Ereignis meines Lebens“.

### Reichsmarine
Nach britischer Kriegsgefangenschaft in Oswestry und Donington Hall kehrte Ruge am 31. Januar 1920 nach Wilhelmshaven zurück. In Bautzen heiratete er die Arzttochter Ruth Greef (1897–1967), aus der Ehe gingen vier Kinder hervor. Von der Reichsmarine übernommen, war er unter anderem Adjutant beim Kommandeur der Küstenwehrabteilung III in Kiel, die das Legen, Suchen und Sprengen von Seeminen erprobte. In dieser Zeit wurde er zu einem Minenabwehrspezialisten. Von Oktober 1924 bis September 1926 wurde er als einer der ersten Seeoffiziere der Reichsmarine zum Studium naturwissenschaftlicher Grundlagen an die Technische Hochschule Charlottenburg kommandiert und absolvierte gleichzeitig Sprachstudien in Türkisch, Schwedisch, Russisch und Italienisch, die er 1927 an der Universität Kiel mit dem Dolmetscher-Examen in Englisch abschloss. Auch reiste er in die USA (Besuch der Naval Station Norfolk, Virginia), nach Italien und England. Vom 2. Oktober 1926 bis September 1928 war er Kommandant des Minensuchboots M 136 bei der 1. Minensuchflottille. Anschließend war er bis September 1932 Sachbearbeiter für Minenwesen und Referent im Sperrversuchs- und Lehrkommando in Kiel. Im Oktober 1932 wurde er Chef der 1. Minensuchflottille, die auch Minenleger und U-Boot-Jäger einschloss.
Vor der Machtübernahme des NS-Regimes schrieb er: „Was muss ein Seeoffizier in erster Linie können? Er muss Menschen führen können. Er muss Schiffe führen können. Und er muss Waffen führen können. Dahinter tritt alles Übrige zurück.“

### Kriegsmarine und Zweiter Weltkrieg

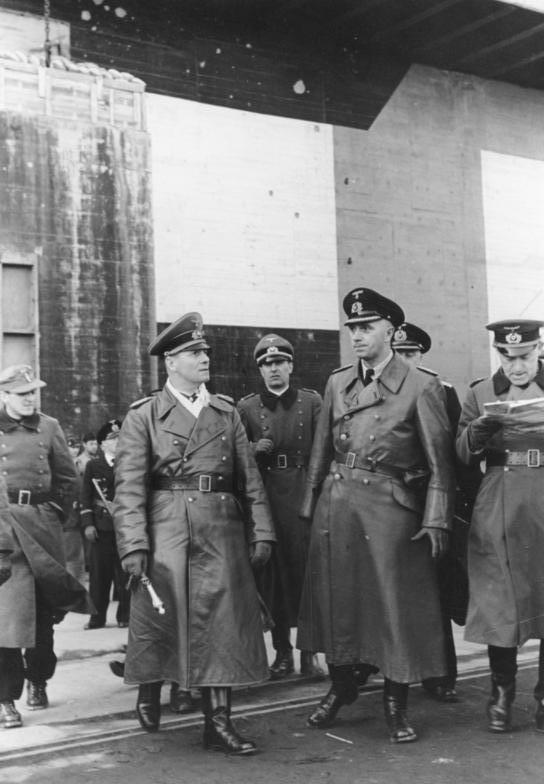
Generalfeldmarschall Erwin Rommel und Vizeadmiral Friedrich Ruge bei Besichtigung eines U-Boot-Bunkers in La Rochelle (1944)

Ab 30. September 1934 gehörte er als 3. Admiralstabsoffizier (A III) zum Stab des Kommandierenden Admirals der Marinestation der Ostsee in Kiel, zuständig für Minenwesen. Unter Admiral Wilhelm Canaris arbeitete er dort für kurze Zeit in der Spionageabwehr. Ab Juni 1937 war er als Nachfolger von Kurt Ramien Führer der Minensuchboote in Cuxhaven.
Zu Beginn des Zweiten Weltkrieges am 1. September 1939 wurde Ruge zum Führer der Minensuchboote Ost ernannt, welche aus dem Führer der Minensuchboote hervorgegangen war und dessen Boote am Überfall auf Polen teilnahmen. Von Oktober 1939 bis zum 16. Februar 1941 war er Führer der Minensuchboote West und nahm in dieser Dienststellung am Westfeldzug sowie während des Unternehmens Weserübung an der Besetzung Dänemarks und Norwegens teil. Danach bereiteten seine Boote durch Minenräumungen das Unternehmen Seelöwe, die geplante aber nie durchgeführte Invasion Englands, vor. Am 1. Februar 1940 wurde er zum Kommodore ernannt und im Oktober des gleichen Jahres für die Einsätze gegen England mit dem Ritterkreuz des Eisernen Kreuzes ausgezeichnet. Am 17. Februar 1941 wurde er zum Befehlshaber der Sicherung West mit Sitz in Paris ernannt. Als solcher hatte er großen Anteil am Gelingen des Unternehmens Cerberus, dem Durchbruch deutscher Großkampfschiffe durch den Ärmelkanal im Februar 1942. Im Wehrmachtbericht hieß es dazu: „An dem Gelingen des Durchbruchs unserer Seestreitkräfte durch den Kanal haben die unter Führung von Kapitän zur See und Kommodore Ruge stehenden Minensuch- und Räumboote sowie Sicherungsfahrzeuge hervorragenden Anteil.“ Parallel dazu war er ab 12. März 1941 Chef des Sonderstabes Tunesien bei der italienischen Marine, zuständig für Geleitschutzfragen. Am 1. April 1941 erfolgte die Beförderung zum Konteradmiral und am 1. Februar 1943 zum Vizeadmiral. Am 18. Mai 1943 wurde er als Nachfolger von Konteradmiral Wilhelm Meendsen-Bohlken Befehlshaber des Deutschen Marinekommandos Italien in Rom. Nach der Kapitulation Italiens sprach er sich gegen ein bewaffnetes Eingreifen Nazi-Deutschlands aus. Er reichte seine Entlassung ein, die Großadmiral Karl Dönitz jedoch nicht erreichte. Er selbst gehörte zu den wenigen hochrangigen Offizieren, die sich nicht vom System instrumentalisieren ließen. Vielmehr lehnte er entschieden die Kriegsverbrechen der Wehrmacht und Waffen-SS in den osteuropäischen Staaten ab, von denen er 1943 durch einen Freund erfuhr.
Am 13. August 1943 wurde er in die Führerreserve versetzt, ehe er am 10. November 1943 als Admiral z. b. V. dem Stab der Heeresgruppe B in Fontainebleau zugeteilt wurde, mit der Aufgabe der Verbesserung der Sicherung der Nordsee- und Ärmelkanalküste außerhalb des Reichsgebietes. Mit dem Oberbefehlshaber der Heeresgruppe B, Generalfeldmarschall Erwin Rommel, verband ihn eine bis zu dessen Tod 1944 anhaltende Freundschaft. Nach der alliierten Invasion in der Normandie im Juni 1944 war er ab August 1944 zunächst Chef des Konstruktionsamtes beim Oberbefehlshaber der Marine, ehe er am 1. November 1944 Chef des Amtes für Kriegsschiffbau im Oberkommando der Marine mit Sitz in Berlin wurde. Diese Position hatte er bis Kriegsende inne. Am 8. Mai 1945 kam er bei Eckernförde in britische Kriegsgefangenschaft. Über sein Vaterland urteilte er: „Die Deutschen sind eine kriegerische Nation, die Begabung hat, an der falschen Front zu kämpfen.“

### Nachkriegszeit
In den belgischen Kriegsgefangenenlagern 2224 in Jabbeke und 2226 in Zedelgem war er Lagerdolmetscher. In Munster-Lager lehrte er 1946 deutsche Kriegsgefangene Englisch als Fremdsprache und gab Geographie- und Geschichtsunterricht. Aus der Kriegsgefangenschaft am 30. November 1946 entlassen, war Ruge bis 1948 Inhaber eines Schreib- und Übersetzungsbüros in Cuxhaven. Beim Entnazifizierungsverfahren wurde er zunächst als Mitläufer und dann als Unbelasteter eingestuft.
Von 1949 bis 1952 war er Mitarbeiter im Naval Historical Team in Bremerhaven, das unter US-amerikanischer Aufsicht die Kriegserfahrungen der Kriegsmarine vor allem im Kampf gegen die Sowjetunion aufarbeitete. Er war Angehöriger der von der Bundesregierung eingesetzten Expertengruppe für Sicherheitsfragen, die Bundeskanzler Adenauer in dessen Verhandlungen mit den westlichen Alliierten beriet. Im Oktober 1950 war er in dieser Funktion einer der Mitverfasser der Himmeroder Denkschrift, mit der wesentliche konzeptionelle Grundlagen für die künftigen westdeutschen Streitkräfte geschaffen wurden. Außerdem wurde er in dieser Zeit Mitglied der Arbeitsgemeinschaft Demokratischer Kreise unter Leitung von Hans Edgar Jahn und des Verbandes deutscher Soldaten. Als Vorstandsmitglied des Deutschen Marinebunds verfasste er Artikel für dessen Zeitschrift Leinen los!.
Ab den 1950er Jahren veröffentlichte Ruge mehrere militärhistorische Werke, die der U.S. Army als Vorlage für ihre Geschichtsaufarbeitung dienten. Er bezog in vielen militärtheoretischen Diskussionen Stellung. So kritisierte er den Suizid des Kapitäns Hans Langsdorff (20. Dezember 1939): „Das war ein Fehlentschluss, wohl darauf zurückzuführen, dass dieser besonders fähige Offizier für die seelische Belastung durch die lange Kreuzerfahrt und den schweren Kampf nicht robust genug war“.
Von 1952 bis 1954 war Ruge parteiloses Mitglied im Stadtrat von Cuxhaven, wo er Vorsitzender des Kurausschusses wurde. Politisch stand er der Wahlvereinigung aus CDU, FDP und DP nahe. Außerdem war er Mitglied des Schulausschusses und des Hauptausschusses.

### Bundeswehr
1955 wurde Ruge in das Amt Blank berufen. Am 1. März 1956 ernannte ihn Bundeskanzler Adenauer, nach Prüfung des Personalgutachterausschusses, zum Leiter der Abteilung VII – Marine im Bundesministerium für Verteidigung unter Theodor Blank in Bonn. Mit der Umwandlung dieser Abteilung in den Führungsstab der Marine am 1. Juni 1957 wurde Ruge als Vizeadmiral erster Inspekteur der Marine in der Bundeswehr. Ihm unterstanden drei nachgeordnete Höhere Kommandobehörden: das Kommando der Seestreitkräfte (ab 5. März 1958 Kommando der Flotte), das Kommando der Flottenbasis und das Kommando der Marineausbildung. Er leitete den Aufbau der Bundesmarine. In seiner Amtszeit wurde das Segelschulschiff Gorch Fock in Dienst gestellt, und er setzte den sogenannten Traditionserlass von 1957 um. Als Inspekteur distanzierte er sich von den beiden ehemaligen Großadmiralen Karl Dönitz und Erich Raeder, indem er sie als „politische Gestalten des 3. Reiches“ bezeichnete, die wegen „ihrer Äußerungen zur Judenfrage“ und den „rassischen Massenmorden des Hitlerreiches“ nicht als traditionsbildend für die Bundeswehr infrage kamen. Zum gescheiterten Attentat vom 20. Juli 1944 nahm er auch als Bundeswehroffizier so gut wie keine Stellung; nach eigenen Angaben erfuhr er erst durch Hans Speidel am späten Abend von den Vorgängen in Berlin. Zwischen Politik und Militär sah er jedoch grundsätzlich ein „Machtverhältnis“. Ruge förderte durch seine persönlichen Kontakte mit Admiral Arleigh Burke die transatlantischen Beziehungen. Er unternahm zahlreiche Reisen in NATO-Staaten und hielt Vorträge im In- und Ausland (z. B. am Naval War College in Newport, Rhode Island).

### Weitere Tätigkeit
Friedrich Ruge ging am 30. September 1961 in den Ruhestand und war im Zivilleben in den Jahren von 1961 bis 1971 Präses des Arbeitskreises für Wehrforschung, 1962 bis 1965 Präsident des Reservistenverbandes der Bundeswehr und 1964 bis 1965 Präsident der Gesellschaft für Wehrkunde. Für den amerikanischen Kriegsfilm Der längste Tag (1962) stand er als militärischer Berater zur Verfügung. Ab 1962 war er Lehrbeauftragter und von 1967 bis zu seinem Tode auf Vorschlag von Rektor Theodor Eschenburg Honorarprofessor für Politikwissenschaft der Philosophischen Fakultät Tübingen. Als Unparteiischer fungierte er 1974 beim Sandhurst-Planspiel Operation Seelöwe. Im Jahr 1978 gehörte er zu den Teilnehmern an der Bilderberg-Konferenz.
Ein Jahr später veröffentlichte er seine Autobiographie In vier Marinen. Er verstarb 1985 in Tübingen. Sein Nachlass befindet sich heute im Bundesarchiv und im Militärcollege The Citadel in Charleston, South Carolina.

## Ehrungen

### Kriegsauszeichnungen
- Eisernes Kreuz (1914)
  - II. Klasse am 26. August 1917[37]
  - I. Klasse am 2. März 1918[37]
- Ehrenkreuz für Frontkämpfer im Jahr 1934
- Dienstauszeichnung der Wehrmacht II. bis IV. Klasse am 2. Oktober 1936
- Olympia-Ehrenzeichen II. Klasse am 21. Dezember 1936[37]
- Medaille zur Erinnerung an den 1. Oktober 1938
- Eisernes Kreuz (1939)[37]
  - Wiederholungsspange II. Klasse am 17. September 1939
  - Wiederholungsspange I. Klasse am 2. Oktober 1939
  - Ritterkreuz am 21. Oktober 1940[37]
- Kriegsabzeichen für Minensuch-, U-Boot-Jagd- und Sicherungsverbände am 15. Februar 1940[37]
- Namensnennung im Wehrmachtbericht am 16. Februar 1942[38]

### Sonstige
- Großoffizierskreuz des Verdienstordens der Republik Italien am 1. Juni 1958[37]
- Kommandeurskreuz der Legion of Merit am 2. August 1961[37]
- Großes Verdienstkreuz mit Stern und Schulterband des Verdienstordens der Bundesrepublik Deutschland am 28. September 1961[37]
- Honorarprofessor der Eberhard-Karls-Universität Tübingen (1967)
- Auswärtiges Mitglied der Königlich Schwedischen Akademie der Marinewissenschaften (1973)
- Korrespondierendes Mitglied des Coronelli-Weltbundes der Globusfreunde
- in der A. Keith Brewer Science Library in Richland Center, Wisconsin (einem Forschungszentrum für Alternative Gesundheit, Energiewissenschaft und nachhaltige Landwirtschaft) wurde postum ein Vortragsraum Admiral Ruge Archives genannt.

## Schriften (Auswahl)
- Entscheidung im Pazifik. Die Ereignisse im Stillen Ozean 1941–1945. Hans Dulk, Hamburg 1951.
- Seemacht und Sicherheit. Eine Schicksalsfrage für alle Deutschen. Schlichtenmayer, Tübingen 1953 (3. Auflage, Bernard & Graefe, Frankfurt 1968).
- Der Seekrieg 1939–45. Koehler, Stuttgart 1954 (franz. 1955, amerik./engl. 1957, russ. 1957, ital. 1961).
- Rommel und die Invasion. Erinnerungen. Koehler, Stuttgart 1959 (ital. 1963, franz. 1964, span. 1964).
- Ottern und Drachen, aber entgrätet und für Landratten genießbar. Schlichtenmayer, Tübingen 1955 (3. Auflage, Köhlers Verlagsgesellschaft, Herford 1973, ISBN 3-7822-0079-9).
- Politik, Militär, Bündnis. Deutsche Verlags-Anstalt, Stuttgart 1963.
- Politik und Strategie. Strategisches Denken und politisches Handeln. Herausgegeben vom Arbeitskreis für Wehrforschung. Bernard & Graefe, Frankfurt 1967.
- Scapa Flow 1919. Das Ende der deutschen Flotte. Buch & Welt, Klagenfurt 1969, ISBN 0-7110-0426-9 (franz. 1969, engl. 1973).
- Bündnisse in Vergangenheit und Gegenwart. Unter besonderer Berücksichtigung von UNO, NATO, EWG und Warschauer Pakt. Bernard & Graefe, Frankfurt 1971, ISBN 3-7637-5105-X.
- The Soviets as Naval Opponents, 1941–1945. Naval Institute Press, Annapolis, Maryland 1979, ISBN 978-0-87021-676-3 (dt.: Die Sowjetflotte als Gegner im Seekrieg, Motorbuch-Verlag, Stuttgart 1981, ISBN 978-3-87943-779-5).
- In vier Marinen. Lebenserinnerungen als Beitrag zur Zeitgeschichte. Bernard & Graefe, München 1979, ISBN 3-7637-5219-6.